# Quebradas (Yauco)
Quebradas es un barrio ubicado en el municipio de Yauco en el Estado Libre Asociado de Puerto Rico. En el Censo de 2010 tenía una población de 883 habitantes y una densidad poblacional de 144,77 personas por km².

## Geografía
Quebradas se encuentra ubicado en las coordenadas 18°3′36″N 66°49′43″O / 18.06000, -66.82861. Según la Oficina del Censo de los Estados Unidos, Quebradas tiene una superficie total de 6.1 km², que corresponden a tierra firme.

## Demografía
Según el censo de 2010, había 883 personas residiendo en Quebradas. La densidad de población era de 144,77 hab./km². De los 883 habitantes, Quebradas estaba compuesto por el 85.62% blancos, el 4.64% eran afroamericanos, el 0.11% eran amerindios, el 7.47% eran de otras razas y el 2.15% pertenecían a dos o más razas. Del total de la población el 99.66% eran hispanos o latinos de cualquier raza.